# Sally McKenzie

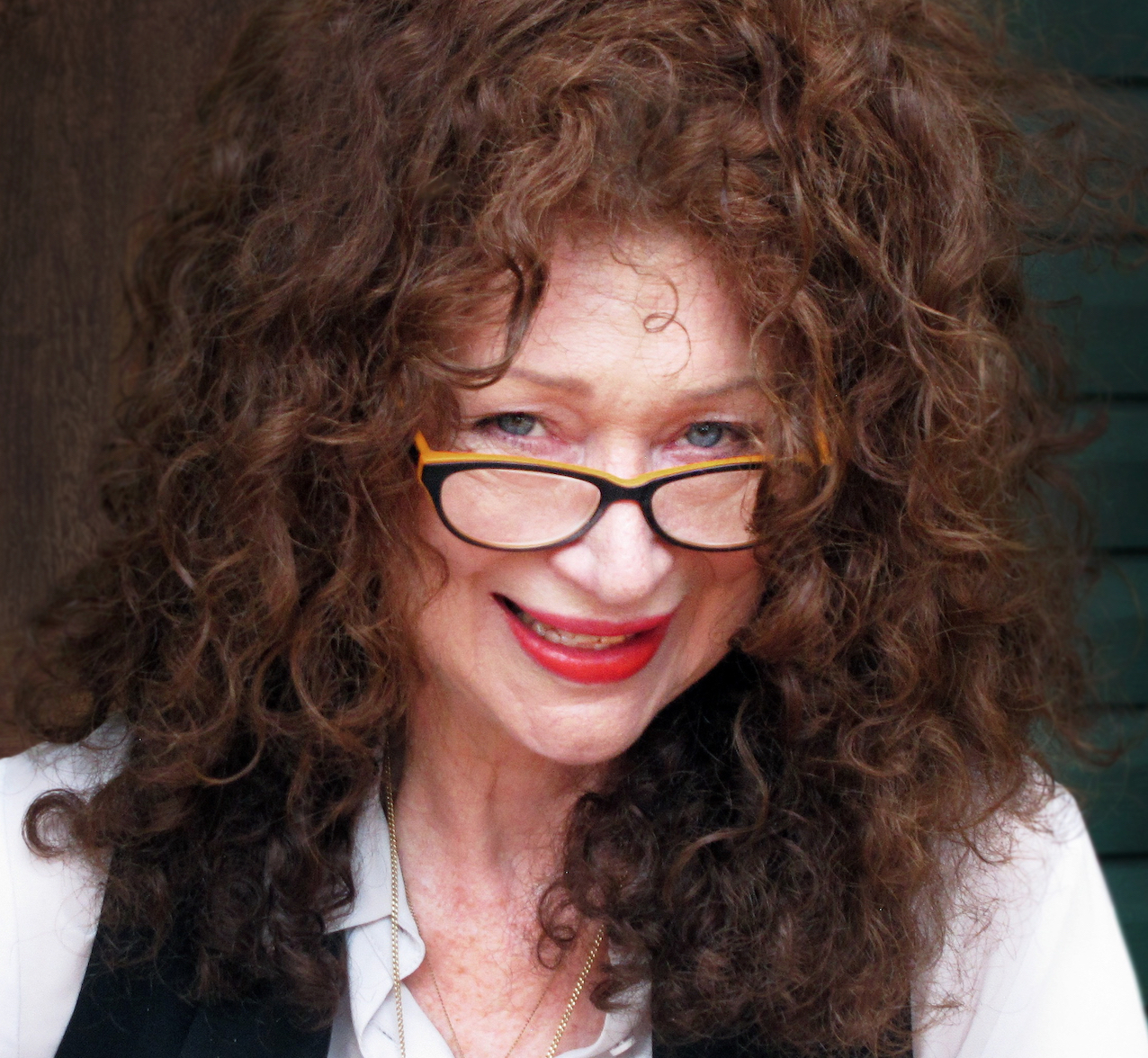
Sally McKenzie (2017)

Sally McKenzie (geb. 8. Februar 1955 in Sydney, New South Wales, Australien) ist eine australische Schauspielerin und Regisseurin.
Sie spielte unter anderem in den Fernsehserien Meine peinlichen Eltern und Fat Cow Motel sowie den Filmen Meerjungfrauen küssen besser und The Leaving of Liverpool mit. McKenzie betätigt sich auch als Regisseurin und Produzentin von Kurzfilmen.

## Filmografie (Auswahl)
- 1984: The Schippan Mystery
- 1994: Redheads
- 2003: Fat Cow Motel (Fernsehserie, 13 Episoden)
- 2003: Meerjungfrauen küssen besser (Mermaids)
- 2006: Meine peinlichen Eltern (Mortified, Fernsehserie, 26 Episoden)
- 2009: Storage